# آبشار فوس ریور
آبشار فوس ریور (به انگلیسی: Foss River Falls) آبشاری است که در شهرستان کینگ، واشینگتن، ایالت واشینگتن واقع شده و ارتفاع کلی ریزشگاه آن ۶۵۰ فوت (۲۰۰ متر) است.